# 内茨卡
内茨卡（德語：Neetzka）是德国梅克伦堡-前波美拉尼亚州的市镇，隶属于梅克伦堡湖区县。总面积为13.37平方千米，截至2023年12月31日总人口为221人。